# Tedeschi del Volga
I Tedeschi del Volga (in tedesco Wolgadeutsche) furono una popolazione di etnia tedesca che visse lungo il basso corso del fiume Volga (a valle della città di Saratov), nella parte meridionale della Russia europea. Non si fusero con la popolazione locale ma mantennero cultura, lingua, tradizioni e religioni tipiche della loro terra d'origine: erano infatti luterani, riformati, cattolici e mennoniti. Molti tedeschi del Volga emigrarono nel Midwest degli Stati Uniti, in Canada, in Brasile, in Argentina, in Paraguay ed altri stati tra la fine del XIX e l'inizio del XX secolo; verso la fine del XX secolo, la maggior parte di quelli rimasti ancora in Russia si sono trasferiti in Germania.

## Caterina la Grande

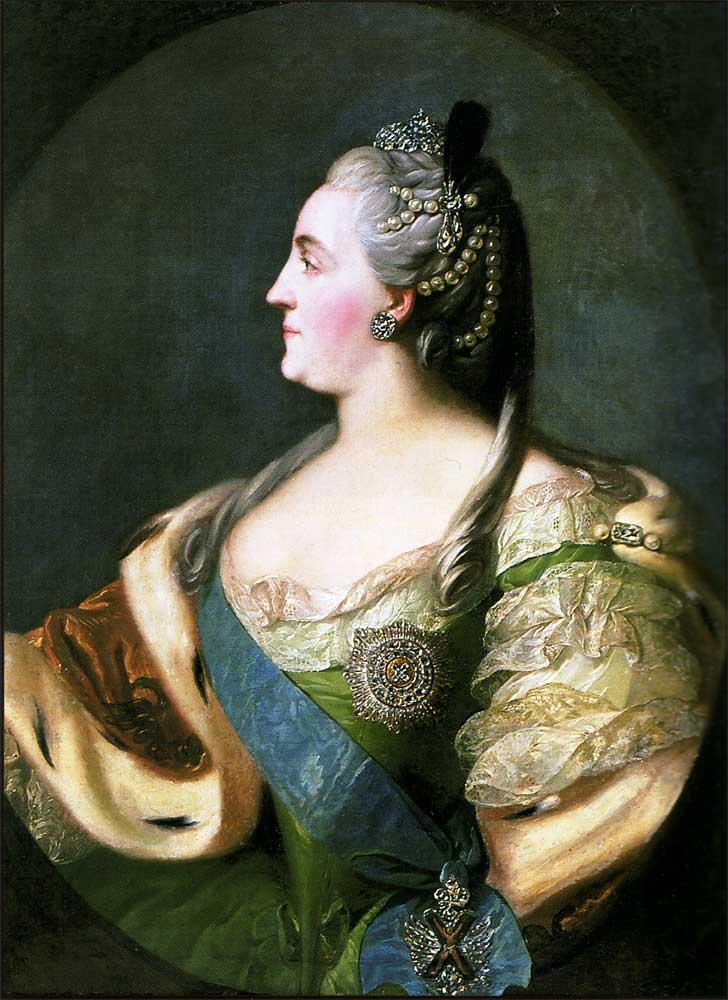
Caterina II di Russia

Nel 1762 Sophie Fredericke Auguste von Anhalt-Zerbst, tedesca originaria di Stettino, sostituì il marito Pietro III di Russia sul trono imperiale di Russia, prendendo il nome di Caterina II. "Caterina la Grande" nel 1762 e nel 1763 pubblicò dei proclami con cui invitava tutti gli europei ad emigrare in Russia e a coltivarne la terra mantenendo la propria lingua e cultura. Il primo invito ricevette accoglienza ed adesioni modeste, mentre il secondo, che proponeva maggiori vantaggi, ebbe più successo. Oltre allo sviluppo dell'agricoltura e alla cura del territorio, per Caterina era importante anche creare una zona-cuscinetto da interporre tra i suoi sudditi russi e le popolazioni nomadi delle regioni orientali.
Gli abitanti di paesi come la Francia e l'Inghilterra furono maggiormente inclini ad emigrare nelle colonie d'oltreoceano piuttosto che verso la frontiera russa. Altri stati, come l'Austria vietarono l'emigrazione. Chi scelse la Russia godette di speciali diritti, garantiti dalle condizioni poste dal proclama, che però furono poi revocate quando, verso la fine del XIX secolo, l'esercito russo ebbe bisogno di arruolare coscritti. Il fatto fu particolarmente grave per le comunità tedesche mennonite, la cui religione non consente la guerra e la violenza. Alcuni di essi emigrarono in America o in Germania per evitare la leva, ma molti rimasero comunque in Russia.

## Il XX secolo

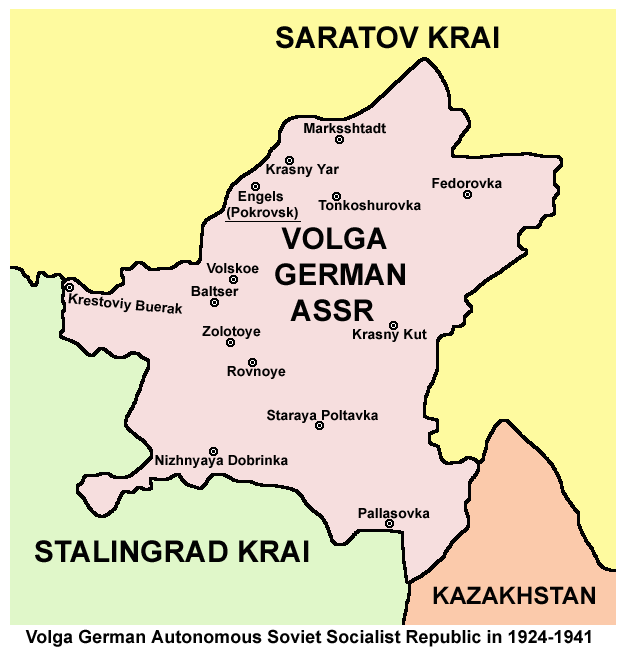
La Repubblica socialista sovietica autonoma tedesca del Volga (1918-1941).

In seguito alla Rivoluzione russa del 1917, nel 1924 venne stabilita la Repubblica Socialista Sovietica Autonoma Tedesca del Volga (in tedesco Autonome Sozialistische Sowjet-Republik der Wolga-Deutschen, in russo АССР Немцев Поволжья?, ASSR Nemcev Povolž'ja) che rimase in piedi fino al 1942. la sua capitale era Engels, conosciuta anche come Pokrovsk (in tedesco Kosakenstadt) prima del 1931.
Quando Hitler invase l'Unione Sovietica, Iosif Stalin temette che i tedeschi del Volga potessero allearsi con lui. Il 28 agosto 1941 sciolse la Repubblica socialista sovietica autonoma tedesca del Volga ed ordinò l'immediata deportazione delle persone di etnia tedesca sia dalla regione del Volga che dalle loro altre tradizionali aree di insediamento. La popolazione venne strappata dalla propria terra e dalle proprie case e inviata ad est, in Kazakistan, nell'Asia centrale sovietica, in Siberia ed in altri territori remoti.
Anche altri gruppi etnici furono vittime di simili deportazioni, tra cui polacchi, musulmani del Caucaso settentrionale, calmucchi, balti, italiani di Crimea e tatari di Crimea. Nel 1942 quasi tutti i tedeschi abili al lavoro furono internati nei campi di lavoro dell'esercito; circa un terzo di essi non sopravvisse alla durissima esperienza.

## Dal 1945 in poi
I tedeschi del Volga non tornarono mai più ad abitare la loro regione d'origine in un numero paragonabile a quello precedente, anche perché per anni non fu loro concesso. Dopo la guerra molti rimasero nella regione degli Urali, in Siberia, in Kazakistan (l'1,4% della popolazione kazaka è riconosciuta di origine tedesca, circa 300.000 persone), Kirghizistan e Uzbekistan (circa 16.000 persone). Alcuni decenni dopo la fine della guerra fu proposto di ricolonizzare le aree in cui sorgeva la repubblica autonoma tedesca, ma questo movimento incontrò l'opposizione della popolazione che abitava quei luoghi e l'iniziativa non ebbe successo.
Dalla fine degli anni ottanta alcuni tedeschi del Volga hanno fatto ritorno alle loro antiche zone d'origine in Germania, sfruttando il diritto di ritorno offerto dalla legge tedesca, una norma che garantisce la cittadinanza a coloro che possono provare di essere un rifugiato od esiliato di origine tedesca o il consorte o discendente di persona che possiede tale diritto (anche la Grecia possiede una normativa simile e la applica alla minoranza greca presente nell'ex-Unione sovietica). Questa specie di esodo è avvenuto a dispetto del fatto che alcuni tedeschi del Volga ormai non siano più capaci di parlare tedesco o lo parlino poco, dal momento che per decenni è stato loro vietato di esprimersi in pubblico in tale lingua. Verso la fine degli anni novanta la Germania ha però reso più difficile trasferirsi nel paese per i russi di origine tedesca, specialmente per chi non parli qualcuno dei dialetti tedeschi del Volga. In Russia sono presenti circa 600.000 tedeschi (secondo il censimento russo del 2002), cifra che sale fino a 1,5 milioni se si include chi abbia origini tedesche solo in parte.

## Il Nord America

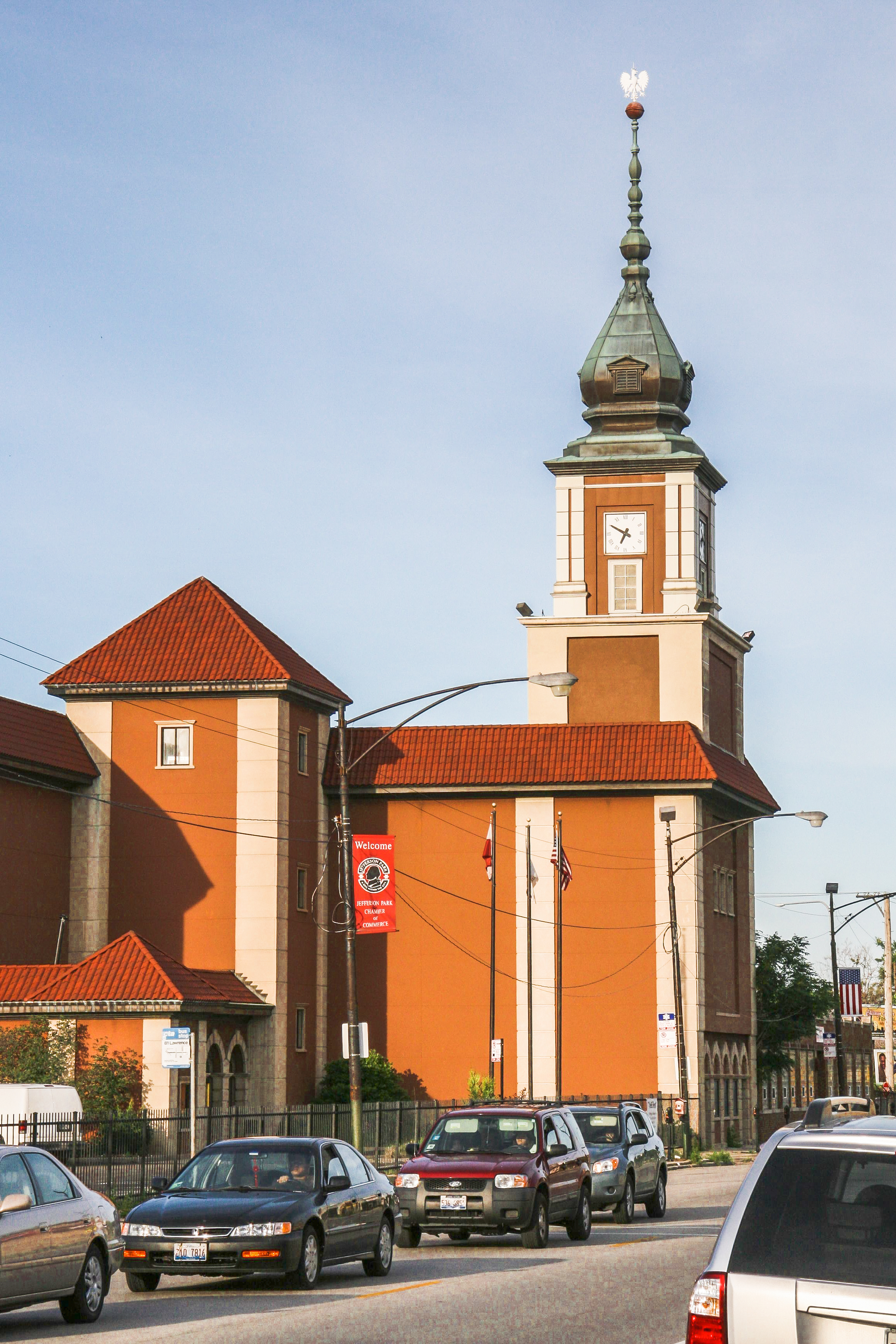
Nei primi due decenni del XX secolo il quartiere di Jefferson Park a Chicago è stato il primo approdo per molti immigrati tedeschi del Volga che si trasferivano nell'area metropolitana di Chicago.

Il gruppo più numeroso di tedeschi del Volga emigrato negli Stati Uniti e in Canada si è stabilito nella zona delle Grandi Pianure; Alberta, Colorado orientale, Kansas, Manitoba, Montana orientale, Nebraska, Saskatchewan, Dakota del Nord e Dakota del Sud. Oltre alla zona delle Grandi Pianure si sono insediati anche in Iowa, Michigan, Minnesota, New York, Oregon, Washington, Wisconsin, e nella Contea di Fresno nella Central Valley californiana, cimentandosi spesso con successo nella coltivazione di territori aridi, sfruttando una tecnica appresa in Russia. Molti degli immigrati arrivati tra il 1870 e il 1912 lavorarono come braccianti, specialmente nel Colorado nord-orientale e nel Montana lungo il corso inferiore del fiume Yellowstone nei campi di barbabietole da zucchero.
Altri si rifecero una vita al di fuori dei campi, trasferendosi nelle città statunitensi in cui maggiore era lo sviluppo industriale: la principale di queste è Chicago, che in quel periodo vide un enorme incremento dell'immigrazione dai paesi dell'Europa orientale e che rappresenta la sede della più vasta comunità di tedeschi del Volga in America settentrionale. Anche se sono presenti in tutta l'area metropolitana la concentrazione maggiore si trova a Jefferson Park, nell parte nord-occidentale della città. Già entro il 1930 nella zona vivevano 450 famiglie di fede evangelica, la maggior parte delle quali originarie del Wiesenseite.
In seguito alcuni dei loro discendenti si sarebbero trasferiti nei sobborghi circostanti come Maywood o Melrose Park, ma un discreto numero di famiglie residenti a Jefferson Park sono chiaramente discendenti da immigrati tedeschi del Volga.
Negli anni settanta Kenneth Rock, professore di storia presso la Colorado State University, raccolse 60 testimonianze orali di immigrati tedeschi dalla Russia e dei loro discendenti per un progetto di studio, documentando così la vita delle comunità tedesche in Russia, l'esperienza dell'emigrazione, il loro lavoro e la loro vita sociale negli Stati Uniti e l'interazione tra la comunità russo-tedesca e il resto della società sia in Russia che negli States.
Negli USA vivono circa un milione di discendenti da immigrati russo-tedeschi. In molte zone tuttavia tendono a confondersi con i normali americani di origine tedesca, che sono molto numerosi nella parte settentrionale del paese.

## Sud America
Tedeschi provenienti dalla Russia sono presenti anche in Argentina (in cittadine come Tornquist, Crespo e Coronel Suárez tra le altre), Paraguay e Brasile.
- In Brasile tra 1.187.000 e 1.500.000
- In Argentina 1.200.000[7]
- In Paraguay 45.000